# Фрейм (психологія)
Фрейм (англ. frame — «каркас, остов», «будова, структура, система», «рамка», «окремий кадр фільму» та ін.) — структура, що репрезентує стереотипні ситуації у свідомості (пам'яті) людини або інтелектуальної системи і призначена для ідентифікації нової ситуації, що базується на такому ситуативному шаблоні.

## Історія
Цю категорію було введено в 1974 році Марвіном Мінським, відомим дослідником в галузі штучного інтелекту. Концепція фреймів формувалася у контексті відомого Стенфордського Проекту створення інтегрального робота «око-рука», де фрейм мислився як знаряддя для моделювання процесу сцен із дійовими особами, супутніми предметами, фоном тощо. Фрейми означали стереотипні, еталонні сцени, добре відомі людині з життєвого досвіду або спеціальних знань, під які можна було підводити нові, близькі до них сцени, щоб у такий спосіб розпізнавати структуру нових сцен та ситуацій.

## Загальні відомості
Фрейм, за визначенням М. Мінського, є ієрархічно впорядкованою репрезентацією певної стандартної ситуації дійсності. У формальній нотації він може бути представлений у вигляді графової структури, де головна позначає об'єкт (наприклад, «кімната»), а підпорядковані вершини-елементи цього об'єкта, які можна спостерігати з певних позицій . Вважається, що у довгостроковій пам'яті людини зберігається великий набір різноманітних фреймів, що актуалізуються під час пред'явлення нових сцен. Для розпізнавання сцен в пам'яті людини має актуалізуватися саме той фрейм, що якнайбільше відповідає гіпотезі про об'єкт, який сприймається. У такий спосіб здійснюється ідентифікація об'єкта у свідомості людини. Наприклад, інтелектуальна система, що використовує фрейм «кімнати», має змоделювати здатність людини, що входить до кімнати, охопити все єдиним поглядом, скласти уявлення про те, що є у кімнаті, як розставлені меблі, скільки у кімнаті вікон тощо.
Фрейм репрезентує у свідомості людини (або у її комп'ютерній моделі) не лише стереотипну ситуацію, але водночас і зв'язки цієї структури з деякими іншими видами інформації, зокрема, з інформацією про те, як користуватися фреймом та що слід робити, коли сподівання не виправдовується. Один із провідних дослідників у галузі штучного інтелекту Р. Шенк наголошував, що «винахід фрейму» став справжньою сенсацією для штучного інтелекту; ця структура виявилася надзвичайно важливою не тільки для розв'язання проблеми розпізнавання візуальних образів, але майже одразу для створення моделей розуміння природної мови.

## Структура фрейму
В теорії фреймів образ називають фреймом, фреймом також називають і формалізовану модель для представлення образу. З такої моделі не можна нічого забрати, але є можливість заповнення певних дірок в атрибутах, таких, як кількість вікон, колір стін, висота стелі, покриття підлоги та інше. Розрізняють фрейми-взірці або прототипи, які зберігаються в базі даних, та фрейми-екземпляри, котрі створюють для відображення фактичних ситуацій на основі даних, що надійшли. Модель фрейму є достатньо універсальною, оскільки дозволяє відобразити все різноманіття знань через фрейми структури, які використовуються для позначень об'єктів та понять (позика, заклад, вексель); ролей (менеджер, касир, клієнт); сценаріїв (банкрутство, зібрання акціонерів, святкування уродин); ситуацій (тривога, аварія, робочий режим пристрою) і т. д.
|                  | дитина         | Ігор          | мавпа             |
| ---------------- | -------------- | ------------- | ----------------- |
| Це є             | Людина         | Дитина        | Примат            |
| Стать            | Чоловік        | Чоловік       | Чоловік або жінка |
| Вік              | Менше 12 років | 8 років       | Ціле число        |
| Місце проживання | Де небудь      | вул. Руська 3 | Джунглі           |

Останнім часом спектр застосування концепції фреймів суттєво розширений: до нього увійшли лінгвістична семантика, когнітивна теорія метафори, прикладна семіотика, теорія репрезентації ментальних станів та дій тощо.
Особлива чутливість до концепції фреймів та успішна асиміляція цієї концепції в лінгвістиці пояснюється тим, що по суті фрейм не є для неї абсолютно новим поняттям. Прямими аналогами або лінгвістичними прообразами такої концепції можна вважати ті лінгвістичні напрями, що займаються відмінковими «рамками» дієслів. Це насамперед відома «глибинно-відмінкова граматика» (Ч. Філлмор), а також концепція ситуаційно-рольового тлумачення лексичних значень та тематичних груп (Ю. Д. Ампресян, О. К. Жолковський, Ю. С. Мартем'янов, В. Ю. Розенцвейг, Ю. К. Щеглов та інші); теорія семантичних полів Й. Трира, концепція репрезентації певних типів лексичних значень мовою думок Lingua mentalis А. Вежбицької тощо.
Найзначніші теоретичні та прикладні результати дає використання фреймів для розроблення систем розуміння природної мови.
Серед теоретичних результатів варто насамперед згадати запропоновану Ч. Філлмором концепцію двох семантик, що спирається на використання фреймів.

## Фреймові концепції
Аналізуючи роль фреймів у моделюванні розуміння природної мови, Ч. Філлмор розрізнює дві семантики: семантику, орієнтовану на розуміння (Р-семантику), та семантику, орієнтовану на визначення істинності висловлювань (І-семантику). При цьому Р-семантика оперує поняттям інтерпретуючого опису семантики лексем, граматичних категорій та тексту. Найбільш «концентроване» застосування фрейм знаходить у теорії розуміння Ч. Філлмора, яку він називає Р-семантикою другого рангу. Така семантика включає три компоненти: композиційну семантику (фреймову структуру тексту), практичне міркування, що ґрунтується на використанні фреймових знань (знань про реальність) та забезпечує виявлення імпліцитних семантичних зв'язків між висловлюваннями в тексті; міркування, що спирається на знання про комунікативні наміри, репрезентовані у фреймовій формі. У ситуації міркування природно-мовне виведення розглядається як сукупність операцій над елементами фреймів.
Використанню фреймів у моделях розуміння смислу зв'язаного тексту присвячені дослідження Р. Шенка та його колег. У їх концепції проголошується центральна роль каузального зв'язку в організації смислової структури тексту. Смисл, за Шенком, це концептуальна структура, а експлікатом такої концептуальної структури є каузально зв'язаний ланцюг подій. Події, в яких зливається найбільша кількість каузальних ланцюжків, утворюють понятійний стрижень—фабулу розповіді. Зв'язність тексту має визначатися через каузальну інтерпретацію концептуальних структур, з яких складається текст. Причинні зв'язки, що поєднують певну подію з іншою, мають виявляти смисл цієї події з точки зору ширшого контексту. Це останнє завдання і виконує фрейм-структура.
Р. Шенк розрізняє два типи фреймових структур: сценарії та плани, що складаються з послідовності елементарних дій. Елементарні дії об'єднані в певні класи, наприклад, клас PTRANS означає «переміщати» (про фізичні об'єкти), клас MTRANS—"переміщати« (про мисленнєві операції), клас MOVE—»рухатися" тощо. Під сценарієм Р. Шенк розуміє детермінований каузальний ланцюг концептуалізацій, що описує стандартний перебіг подій у будь-якій відомій ситуації. Окремі події зв'язані між собою за принципом причинно-наслідкового ланцюга: результатом кожної дії стає ситуація, де є можливою чергова подія. Основна функція сценарію полягає у керуванні процесом виведення наслідків. Сценарії описують стандартні, типові ситуації реальності; вони складаються з назви ситуації, ролей, тобто імен учасників ситуації, переліку причин виникнення певної ситуації та набору сцен, де кожна сцена описана як набір елементарних дій. Так, сцена «вхід до ресторану», що входить до сценарію «Відвідання ресторану», може бути описана як послідовність таких елементарних дій: PTRANS — увійти в ресторан; MTRANS — знайти вільний стілець; MOVE — сісти тощо.
Плани — це засіб, за допомогою якого встановлюється причинно-наслідкові зв'язки між сценаріями. План описує стандартну послідовність дій людини в тому чи іншому випадку; він складається із сцен та сценаріїв, що ведуть до певної мети.
Своєрідний фреймовий підхід розвивається у моделях Є. Чарняка, що оперують «системами знань», налаштованими на розуміння коротких дитячих розповідей та логічне виведення наслідків. Коментуючи історію формування фреймового підходу на матеріалі підходу Є. Чарняка, Х. Ийм та М. Салувеєр підкреслюють, що шлях до визнання фреймів у цьому випадку пролягав через відмову від так званої концепції «демонів», у певному відношенні близьку до концепції фреймів.
Під демонами у теорії розпізнавання образів розуміють певного типу факти та правила, зв'язані з деякими ключовими поняттями та темами. Коли у тексті експліцитно або імпліцитно згадується відповідна тема, зв'язані з нею демони актуалізуються. Їх функція полягає у додаванні інформації, зосередженої у знаннях, до інформації, безпосередньо представленої у тексті. Наприклад, один з демонів, що зв'язаний з поняттям «дощ», є такий: «якщо йде дощ, а Р знаходиться ззовні, то Р стає мокрим». Проте використання демонів породжує багато проблем. Зокрема, якщо у тексті згадується «ключова» тема, вона автоматично «збуджує» всіх зв'язаних з нею демонів. Крім того, виявляється, що демони не дають можливості з'ясовувати часові співвідношення подій. Для подолання таких проблем Є. Чарняк звертається до фрейм-структури. У його трактуванні фрейм складається з так званих «фреймових тверджень», що описують у досить загальних категоріях окремі дії та їх етапи. Кожне речення у розповіді, що аналізується, інтерпретується як реалізація одного або кількох фреймових тверджень. У процесі аналізу тексту конструюється його «фреймове зображення», та ведеться обмін того, які частини фрейму та до якої межі вже реалізовані у тій послідовності подій, що детермінована фреймом. Це дає змогу реконструювати «правильний» хід подій у процесі аналізу розповіді, де окремі події описуються не у жорсткому часовому порядку.
На відміну від наведених вище фреймових концепцій Ч. Філлмора, Р. Шенка, Є.Чарняка, де впевнено проголошується велика креативна спроможність фрейму як категорії репрезентації знань у моделях розуміння природної мови, у праці Й. Уілка «Сім тез про штучний інтелект та природну мову» висловлюється вкрай скептичне ставлення до основних положень та результатів теорії фреймів. Й. Уілкс вважає, що фрейми виявляються надто конкретними структурами, у той час як актуальним завданням досліджень у галузі моделювання розуміння природної мови залишається створення загальної теорії репрезентації знань. Якщо розвивати далі фреймовий підхід у такому ж напрямі, то, на думку Й. Уілкса, потрібно буде постійно розробляти все нові і нові фрейми: від ресторанів та універмагів до виготовлення їжі, садівництва тощо.
Ще однією вадою фреймового підходу Й. Уілкс вважає також відсутність критеріїв для розв'язання питання про те, коли варто актуалізовувати знання, які містяться у фреймі, що тільки вносить плутанину в аналіз тексту. Інакше кажучи, йдеться про заперечення механічного принципу застосування фреймів. На підтвердження своєї думки Й. Уілкс наводить такий приклад: «По дорозі до ресторану „Орфей“ Джон зайшов до універмагу. І весь час думав про ритуали ініціації, які він побачив у телепрограмі». Якщо для розуміння цього тексту, розмірковує Й. Уілкс, механічно вжити метод фреймів, то для цих речень були б вибрані чотири великих фрейми: «ресторани», «універмаги», «ритуали ініціації», «телебачення», які навряд чи мають відношення до їх тлумачення.

## Інші дослідницькі напрями
Серед інших дослідницьких напрямів, де застосовується метод фреймів, варто зазначити, принаймні, ще два: моделювання процесів метафоризації на когнітивному рівні  (А. М. Баранов) та формування прикладної семіотики як нової парадигми штучного інтелекту (Д. О. Поспєлов).
У концепції утворення метафор, розробленій А. М. Барановим, механізм метафоризації розглядається як такий, що функціонує у контексті обміну інформацією, або знаннями між двома концептуальними полями: джерелом, або базою, та полем мети. Для опису внутрішньої структури поля джерела та поля мети у моделі А. М. Баранова використовується метамова фреймів та сценаріїв. Фрейм тут виступає у своєму загальновизнаному значенні як опис типізованої ситуації, що складається зі слотів, де кожний слот репрезентує певний тип інформації, релевантний для фрагмента дійсності, що описується. Мова фреймів є зручною для опису процесів метафоризації саме тому, що це типова метамова репрезентації знань. Яка не робить різниці між лінгвістичною та екстралінгвістичною інформацією. У цьому разі метафоризація може бути представлена як сукупність формальних процедур над двома (у деяких випадках більше, ніж двома) фреймами. Наприклад, метафоричний смисл може ґрунтуватися на перенесенні концептуального змісту фрейму-джерела у однойменний слот цільового фрейму. Іноді новий метафоричний смисл виникає як наслідок цілого комплексу опрацювання знань. Так, формування актуального значення ідіоми «біла ворона» передбачає не тільки заміну слоту «колір» фрейми «ворони» на нехарактерний колір, але й наступну взаємодію фрейму-джерела з цільовим фреймом людини.
Отже, за концепцією А. М. Баранова, процес метафоризації будь-якої складності може бути репрезентований простими операціями над фреймовими структурами знань, а саме, шляхом заміни смислу слоту, перенесення смислу з одного слоту в інший, введення нового слоту у фрейм, знищення або елімінація змісту слоту або усього слоту у цілому, згортання фрейму в один або декілька слотів тощо. Це дає змогу формально описувати процеси метафоризації як операції над фреймами знань, виходячи за межі власне мовного значення, у чому й полягає перевага когнітивно-фреймового підходу, що свідомо ігнорує межу між лінгвістичним та екстралінгвістичним.
Поняття фрейм-структури також використовується у прикладній семіотиці. Виходячи з універсального характеру фреймів як знаннєвих структур, Д. О. Поспєлов розглядає структуру знака (семантичний трикутник) як своєрідний фрейм.
Предметом когнітивної лінгвістики є моделювання концептів і встановлення особливостей їх мовної реалізації. У зв'язку зі складним характером структурної організації концепту, під ним розуміють знання різного рівня абстракцій, тобто різні формати знання. Концептом може бути і окреме значення, і ціла концептуальна структура чи, іншими словами, когнітивна модель, яка включає інші концепти і задає інші рівні абстракції.
Теорія когнітивних моделей, згідно з Дж. Лакофором, складається з ментальних просторів та когнітивних моделей, які структурують ці простори[3:46]. Ментальний простір — це певна сфера мислення, концепції, яка може охоплювати наше розуміння реальних і гіпотетичних ситуацій, абстрактних категорій. Ментальні простори мають суто когнітивний статус і не існують поза мисленням. Вони структуруються за допомогою різних когнітивних моделей: образно-схематичних, пропозиційних, метафоричних, метонімічних, символічних.
Ч. Філлмор називав ментальні простори фреймами. Фреймова семантика як лінгвістична концепція була вперше запропонована Ч. Філлмором у середині 70-х років і була розвитком його теорії відмінкової граматики. Застосовуючи поняття фрейму, Ч. Філлмор спочатку розумів його суто лінгвістично як систему вибору мовних засобів — слів, граматичних правил і мовних категорій, — які асоціюються з прототипічними сценами або типовими ситуаціями. Пізніше поняття фрейму практикується з когнітивної точки зору як особлива уніфікована конструкція знання чи схематизація досвіду. Ще пізніше Ч. Філлмор визначає фрейми як когнітивні структури, знання яких передбачається концептами, репрезентованими словами.
У сучасній лінгвістиці фрейм визначається таким чином: одиниця знань, яка організована навколо концепту і містить у собі дані про суттєве, типове і можливе для цього концепту в рамках певної культури; структура даних для представлення стереотипної ситуації ; тип когнітивної моделі, що репрезентує знання і думки, пов'язані з конкретними, часто повторюваними ситуаціями, структура знання, що об'єднує численні сфери, які асоціюються з певною лінгвістичною формою ; когнітивна структура, яка існує в феноменологічному полі людини, базується на ймовірних знаннях про типові ситуації, очікуваннях з приводу якостей і відносин реальних і гіпотетичних об'єктів.
Фрейм — це модель культурно зумовленого, канонізованого знання, яке є загальним хоча б для частини суспільства. Фрейм складається з вершини (теми), слотів або терміналів, які заповнюються пропозиціями. Основною одиницею збереження інформації є пропозиція. Фреймова семантика — це засіб когнітивного та семантичного моделювання мови. Вік дає можливість моделювати принципи структурування і відображення певної частини людського досвіду, знань у значеннях мовних одиниць, способи активації загальних знань, які забезпечують розуміння в процесі мовної комунікації. При цьому відсутня чітка межа між мовними значеннями і людським досвідом. Фрейми — це блоки знання, які стоять за значеннями слів і забезпечують їх розуміння. Фреймова семантика наголошує на необхідності пов'язування значення слова з фреймом, що лежить в його основі. Тим самим вона допускає можливість того, що комуні канти можуть знати значення слова, яке входить в певну лексичну групу, навіть якщо вони навіть не знають ніяких інших слів із цієї групи або деякі з них. Термін «фрейм» використовується в даному випадку як родове поняття — загальний термін для позначення різних типів структур: фреймів, схем, сценаріїв.

## Висновки
Отже, фрейм — це структурована одиниця знання, в якій виділяються певні компоненти і відношення між ними. Він включає систему оцінок, показники істинної ситуації, культурні, прагматичні, енциклопедичні знання, які фіксуються як у пропозитивній, так і в термінальних частинах, а також концептуальні плани—інструкції для використання фрейму. Деякі фрейми є вираженими — природно та неминуче виникають у процесі когнітивного розвитку кожного індивіда (наприклад, знання артефактів). Виділяють також фрейми, існування яких повністю залежить від пов'язаних з ними мовних виразів (таких як одиниці вимірювання: фут, дюйм тощо; назва місяців). Залежно від виду знання, яке відображається у моделі, розрізняють ситуативні та класифікаційні фрейми. Ситуативні фрейми репрезентують знання немовного, ділового характеру, класифікаційні — відображають принципи організації мовної системи (фрейми класів слів, різних типів текстів тощо).
Залежно від виду слотів та їх взаємозв'язків С. А. Жаботинська розрізняє п'ять типів фреймових структур:
1. Предметноцентричний фрейм, який складається із системи пропозицій, це до одного й того ж логічного суб'єкта приєднується декілька логічних предикатів; у центрі уваги перебуває сам предмет.
2. Акціональний фрейм, конституентатами якого є декілька предметів, які наділяються семантичними ролями, акцент зміщується на взаємодію одного предмета з іншими.
3. Партонімічний фрейм, предметні сутності якого співвідносяться між собою як ціле і його частина.
4. Гіпотонімічний фрейм, у якому предметні сутності поєднуються родо-видовими відношеннями.
5. Асоціативний фрейм, що ілюструє відношення схожості, яке базується на зближенні концептів у мисленні самого індивіда.

Звернення сучасної лінгвістики до нової за формою, але стародавньої за змістом категорії «фрейм» було, як справедливо стверджує Т. А. ван Дейк, один з «батьків» теорії фреймів, спровоковано модною у 1979-ті роки тенденцією заповнювати мовознавство інструментарієм з галузі штучного інтелекту як самої на той час точної і, адже, як тоді, помилково вважалось майже повсюдно, найоб'єктивнішої науки, до статусу якої, зрозуміло, прагнула і лінгвістика.
Якщо у науці про вказаний інтелект фрейм означав набір конкретних знань, пов'язаних між собою тематично (тобто «ситуацією», або, на старий лад, «типове», «традиційне», «те, що повторюється без змін» тощо) і його появу було викликано, як і з категорією «дискурс», потребами і вимогами особливого (спрощеного) керування електронним мозком тільки у запитально-відповідному режимі «так—ні», то до новітньої, когнітивної лінгвістики цей термін увійшов зі значно зміненим змістом (як типовим набором сем для опису складного, але цілісного явища) і, як увесь її категоріальний апарат, швидко перетворився на поетизм, накопичивши занадто багато протилежних тлумачень, з одного боку, і породивши розмаїття синонімів до самого себе, з іншого.
Скоїлося це через те, що історія поняття «фрейм» і історія терміна «фрейм» нараховували різні хронологічні протяжності. Коли у 1974-му році «батько» цього терміна М. Мінський, запропонував його до обігу у практиці штучного інтелекту, він мав на увазі лише логічний зміст доброї стародавньої лінгвістичної категорії «широкий контекст», або «фонові знання», бо професійно знав, що сприйняття будь-якого висловлювання зводиться не лише (та й не стільки!) до розуміння словникової і безпосередньої конотативної семантики (вузький контекст) використаних у ньому мовних одиниць, а перш за все до урахування тієї типової ситуації соціального спілкування, яка породила конкретний текст і зумовлює його (тобто широкий контекст).
Згадавши через 10 років початок історії вказаного терміна, він знову акцентував вагомість попередніх знань для об'єктивного сприйняття змісту чергового висловлювання: «У своїй роботі я висловив здогад, що розум дані будь-якого сприйняття звичайно інтерпретує у термінах раніше набутих структур, пристосованих до опису,– у фреймах».
І дійсно: коли, наприклад, німець каже по телефону своєму співбесіднику «Auf Wiederhören!», або українець звертається до людини, яка приймає їжу, зі словами «Смачного Вам!», або росіянин зустрічає знайомого висловом «Здравствуйте!», то всі три мовця (за різким винятком) мають на увазі зовсім не те, що загальноконвенціонально для мови оригіналу репрезентують наведені словосполучення («до наступного разу, коли ми знову будемо чути один одного» – у німця, «щоб їжа була гарною» – у українця, «бувайте здорові» – у росіянина), а—відповідно—ситуацію прощання, вітання, зустрічі, і, отже, філолог-аналітик має цілковиту підставу розуміти ці сполучення не словниково, а фреймово (ситуативно)—"До зустріч!і" у першому випадку, «Приємного апетиту!» у другому та «Доброго ранку (дня тощо)» у третьому.